# Dr. Joast Halbertsmapriis
De Dr. Joast Halbertsmapriis is een prijs in 1947 ingesteld door de provincie Friesland voor geschiedenis, taal- en literatuurwetenschap en sociale wetenschappen. Deze prijs (is deels een literatuurprijs) werd in eerste instantie om de twee jaar, sinds 1984 om de drie jaar uitgereikt. De prijs bestaat uit een geldbedrag van € 4.000 en een oorkonde. De uitreiking vindt plaats in Grouw, de geboorteplaats van de naamgever dr. Joost (Fries: Joast) Hiddes Halbertsma,

## Winnaars
- 2022 - Alpita de Jong voor Triomfen en tragedies van een uitmiddelpuntig man. Joost Halbertsma 1789-1869. Een biografie.
- 2017 - Hotso Spanninga voor "Gulden vrijheid?: politieke cultuur en staatsvorming in Friesland, 1600-1640"
- 2012 - Piet Hagen voor de biografie Politicus uit hartstocht. Biografie van Pieter Jelles Troelstra
- 2009 - Oebele Vries voor zijn gehele oeuvre
- 2006 - Arend Jan Gierveld (overleden),  Sytse ten Hoeve, Adri van der Meulen, Jan Pluis, Paul Smeele en Pieter Jan Tichelaar voor Fries Aardewerk
- 2003 - Johan Frieswijk voor zijn gehele oeuvre
- 2001 - Goffe Jensma voor Het rode tasje van Salverda
- 1997 - Ernst Taayke voor Die einheimische Keramik der nordlichen Niederlande 600 v.Chr. bis 300 n. Chr
- 1994 - Yme B. Kuiper voor Adel in Friesland 1780-1880
- 1991 - Ph.H. Breuker voor It wurk fan Gysbert Japix
- 1988 - A. Feitsma voor een aantal studies verschenen in de jaren 1985-1987
- 1985 - Stéphane Lebecq voor Marchands et navigateurs Frisons du haut Moyen Age
- 1982 - Harald Siems voor Studien zur Lex frisionum
- 1980 - P. Wijbenga voor Bezettingstijd in Friesland
- 1978 - J.Jansen voor Rijkdom uit Workums verleden. De beschilderde baren der gilden
- 1976 - D. van der Meer voor 'sneupwerk' op het gebied van genealogie en geschiedenis
- 1974 - J.A. Faber voor Drie eeuwen Friesland, Economische en Sociale ontwikkelingen van 1500 tot 1800
- 1972 - O. Santema voor zijn gehele werk
- 1970 - H.T. Obreen voor publicaties op het gebied van de Friese geschiedenis sinds 1956
- 1968 - S.J. van der Molen voor het in de jaren 1964 t/m 1967 gepubliceerde werk op het gebied van de geschiedenis en 'geakunde' van Friesland
- 1966 - Jan Juliaan Woltjer voor Friesland in Hervormingstijd
- 1964 - Jacob Kalma voor Om Gysbert Japiks hinne
- 1962 - M.P. van Buijtenen voor publicaties op het gebied van de Friese (rechts)historie
- 1960 - A. Algra voor bijdragen tot de geschiedenis van kerk en school in Friesland in de 19e en 20e eeuw, zoals die opgenomen zijn in de bundels (delen II t/m V) De historie gaat door het eigen dorp
- 1958 - H. Halbertsma voor in de jaren 1954 t/m 1957 gepubliceerd wetenschappelijk werk op historisch en archeologisch gebied
- 1956 - D.T.E. van der Ploeg en D. Franke voor Plantenammen yn Fryslân
- 1954 - J.J. Spahr van der Hoek en O. Postma voor Geschiedenis van de Friese landbouw, diel 1
- 1952 - Hartman Sannes voor De geschiedenis van Het Bildt, diel I (1500-1700)
- 1950 - D.J. Cuipers voor De gemeene dorpsgronden in Oostergoo
- 1948 - G. Knop voor Schylgeralân (Terschelling)